# Kalam

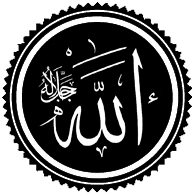
El término se refiere a la manera de conciliar e interactuar dos voluntades, una divina y una humana.

Kalam (en árabe: علم الكلام‎) es una de las ciencias religiosas del Islam. En árabe la palabra quiere decir «el discurso» y se refiere a la tradición islámica de buscar principios teológicos a través de la dialéctica. El término por lo general es traducido, como una interpretación aproximada, por «teología natural», aunque de vez en cuando (y con menos exactitud) como «filosofía». Un erudito kalam se llama mutakalim (en árabe: متكلّم‎) y en plural mutakalimun.

## Descripción
Se trata de una corriente filosófico-teológica del islam de la Edad Media temprana (alrededor del 750), que sigue la línea de Demócrito y de Pitágoras, pero también de Aristóteles, introduciendo así una visión del mundo más racionalista que la usual hasta ese entonces en el mundo islámico. Los filósofos de esta tendencia tratan de reconciliar la razón con la fe. Defienden la libertad de la voluntad humana contra la predestinación divina y rechazan la interpretación literal del Corán, al cual consideran una creación humana. Algunos de estos filósofos incluso son críticos hacia la religión, tal como Al-Razi. 
Uno de los máximos expositores de esta corriente fue Al-Kindi (801–873), quien creó un vocabulario filosófico árabe muy eficaz. Trató de interpretar el Corán de manera alegórica e introdujo el concepto de metáfora en la interpretación del Corán.
Bajo el régimen del califa Al-Mamun (813–833), que funda el centro espiritual Al-Hikma, esta escuela filosófica cobra cierta influencia política. Su doctrina de que el Corán fue “creado” se convirtió en política oficial del califa. Sin embargo en la Edad Media tardía se vuelve a imponer la ortodoxia islámica. Al-Ghazali (1059–1111), representante de una ortodoxia de orientación mística deslinda con los Mutakallimun, así como también con los filósofos que recibieron su influencia, como por ejemplo Avicena (980–1037).
También Averroes se distancia de los Mutakallimun, pues al sostener ellos que es Dios quien causa el bien y el mal y que no existen el bien y mal en sí, se induciría así a los jóvenes a asumir la moral como mera imposición, y con esa base jamás llegarán a ser guardianes de la Ley.
Los mutakalimun más antiguos se terminaron denominando «mu'tazilíes» («aislados»).

## Kalam judío
El término es utilizado por los historiadores modernos en base a que, según Maimónides, el rabino y teólogo judío más célebre de la edad media, jefe de la comunidad judía de El Cairo y médico personal de Saladí, sus practicantes se autodenominaban kalamistas.

## Principales escuelas kalam

### Suní
- Ash'ari
- Maturidí
- Muʿtazili

### Shiʿi
- Doce ( Teología de los Doce )
- Ismailí
  - Nizarí
  - Musta'li
    - Hafiz
    - Tayyibi

- Ibadí